# A Northern Soul
A Northern Soul é o segundo álbum de estúdio da banda The Verve, lançado a 20 de Junho de 1995.
| Críticas profissionais                                                      | Críticas profissionais |
| Avaliações da crítica                                                       | Avaliações da crítica  |
| Fonte                                                                       | Avaliação              |
| --------------------------------------------------------------------------- | ---------------------- |
| allmusic                                                                    | [ 1 ]                  |
| Stylus Magazine                                                             | (sem nota)             |
| Esta tabela precisa de ser acompanhada por texto em prosa. Consulte o guia. |                        |

## Faixas
| N.º            | Título                 | Duração |  |
| 1.             | "A New Decade"         | 4:12    |  |
| 2.             | "This Is Music"        | 3:35    |  |
| 3.             | "On Your Own"          | 3:33    |  |
| 4.             | "So It Goes"           | 6:11    |  |
| 5.             | "A Northern Soul"      | 6:32    |  |
| 6.             | "Brainstorm Interlude" | 5:11    |  |
| 7.             | "Drive You Home"       | 6:41    |  |
| 8.             | "History"              | 5:26    |  |
| 9.             | "No Knock on My Door"  | 5:11    |  |
| 10.            | "Life's an Ocean"      | 5:44    |  |
| 11.            | "Storm Clouds"         | 5:34    |  |
| 12.            | "(Reprise)"            | 6:11    |  |
| Duração total: | Duração total:         | 64:01   |  |